# 고질라: 결전기동증식도시
《고질라: 결전기동증식도시》(GODZILLA 決戦機動増殖都市, Godzilla: City on the Edge of Battle)는 일본에서 제작된 세시타 히로유키 감독의 2018년 애니메이션 영화이다. 미야노 마모루 등이 주연으로 출연하였다.
이 영화는 고질라: 괴수행성의 후속작이다. 이 영화는 2018년 5월 18일 일본에서 극장 개봉되었으며 2018년 7월 18일 넷플릭스를 통해 전 세계에 개봉되었다. 다음 후속작 고질라: 행성포식자는 2018년 11월 9일 일본에서 개봉되었다.

## 출연

### 주연
- 미야노 마모루
- 사쿠라이 타카히로
- 하나자와 카나
- 스기타 토모카즈
- 카지 유우키